# غار كندي
غار كندي (بالفارسية: گار کندی) هي قرية تقع في منطقة بولان في إيران. يقدر عدد سكانها بـ 511 نسمة بحسب إحصاء 2016.